# 揮棒人生
《揮棒人生》（日語原名意思：《DREAM☆AGAIN》）是一套從2007年10月13日到12月15日，於日本電視台系列電視台播映的電視劇，由反町隆史主演。播映時間為逢星期六21:00～21:54（週六連續劇時段；首集播映時間延長15分鐘）。全劇共有10集。
台灣JET日本台於2008年5月28日起，逢星期一至五晚上10時播放此劇。香港無綫劇集台亦於同年9月6日起，逢星期六晚上11:30播放此劇，並改名為《借夢奇緣》。

## 故事大綱
這是一部以「不會放棄夢想」作主線的青春立志連續劇。內容講述讀賣巨人隊職業棒球員小木駿介（反町隆史飾）因傷而被迫退出球隊。後來他再次重拾棒球員的夢想，但卻因為情報錯誤，於2007年9月13日因被雷電擊中，導致他失去身體而死亡。為了完成夢想，最後借助他人身體復活……

## 角色及演員
- 小木駿介／朝日奈孝也：反町隆史（香港配音：潘文柏）

才剛決定要復出球壇就被雷擊身亡的前職業棒球選手。雖然後來在偶然的情形下，進入了已離世的朝日奈的身體並準備藉此實現夢想，但因朝日奈的身體以及與其身邊的人的關係而將要經歷一段困難的時期。
- 朝日奈孝也（自己的身體的人）：張天翔（チョウ･テンショウ）

34歲、生前擔任朝日奈基金社長的男子，身型肥胖。不喜好雞肉。他因其冷酷無情而為世人所憎惡。後於公司門口悴死，在他死後，早前已身故的小木就進入了他的身體。
- 二之宮颯乙（二ノ宮颯乙）：加藤愛（香港配音：梁少霞）

律師、小木的未婚妻。在小木遭到雷擊前，因她被小木強逼接受延期結婚而離他而去。朝日奈基金是她的敵人。
- 朝日奈雛（舊姓：藤本）：志田未來（香港配音：何璐怡）

朝日奈與一位曾與其交往的女子所生的女兒。其母親（在懷孕達3個月時遭朝日奈拋棄）於5年前去世。自稱容貌屬「中下」程度。因孝也後來接受她作為他的女兒，其姓氏也就從藤本變為朝日奈了。
- 牛山百子：青田典子（香港配音：鄭麗麗）

朝日奈基金的秘書。
- 菱沼司：須賀貴匡（香港配音：雷霆）

颯乙的頂頭上司。
- 熊田恒人：三宅弘城（香港配音：李錦綸）

朝日奈基金的職員。
- 前田健造：渡邊哲（香港配音：陳永信）

讀賣巨人的教練。
- 藤堂：中原丈雄（香港配音：葉振聲）

朝日奈的下屬。與熊田共謀的財經界大人物。
- 中田加代：瀨川瑛子（香港配音：蔡惠萍）

朝日奈家的女僕人。
- 田中：兒玉清（香港配音：譚炳文）

自稱為「天國嚮導」的老紳士。他出場時場景呈半透明，普通人也看不見他。

### 客串演出
讀賣巨人
- 原辰德（飾演讀賣巨人總教練（特別演出）)
- 內田順三
- 古城茂幸
- Jeremy Powell
- 小關龍也
- 山口鐵也
- 高橋由伸
- 二岡智宏
- 李承燁
- 中畑清（飾演日本電視台的棒球評述員）
- 井上貴朗
- 內田強

廣島東洋鯉魚
- Marty Brown教練
- 新井貴浩
- 栗原健太
- 山崎浩司
- 永川勝浩
- 倉義和
- 梵英心
- 井生崇光
- 森笠繁
- 黑田博樹
- 嶋重宣
- 東出輝裕
- Alex Ochoa

福岡軟件銀行鷹
- 小久保裕紀

## 製作人員
- 編劇：渡邊睦月
- 導演：中島悟（AVEC）、長沼誠（日本電視台）
- 監製：次屋尚（日本電視台）
- 音樂：水谷廣實
- 製作協力：AVEC
- 協力：讀賣巨人軍、廣島東洋鯉魚、東京巨蛋／NiTRo、NTV Art、Lemon Studio、The TUBE
- 製作著作：日本電視台廣播網

## 播放日期、副題及收視率
| 集數       | 播放日期   | 副題       | 副題                                   | 收視率 |
| ---------- | ---------- | ---------- | -------------------------------------- | ------ |
| 1          | 2007/10/13 |            | 神所給予的機會！？為了夢想而復活的男子 | 12.9%  |
| 2          | 2007/10/20 |            | 戀人啊！我在這裡！！                   | 10.0%  |
| 3          | 2007/10/27 |            | 女兒的復仇！！全部財產是人質！？       | 9.5%   |
| 4          | 2007/11/03 |            | 怎麼辦！？夢想與棒球與三千萬           | 10.0%  |
| 5          | 2007/11/10 |            | 陰謀與圈套！？被分開的2人              | 8.4%   |
| 6          | 2007/11/17 |            | 正義是甚麼？規則是甚麼？               | 11.8%  |
| 7          | 2007/11/24 |            | 求求你！不要再說謊！！                 | 8.4%   |
| 8          | 2007/12/01 |            | 我要改變命運！！                       | 9.9%   |
| 9          | 2007/12/08 |            | 被得知的我的真正身份                   | 9.7%   |
| 大結局     | 2007/12/15 |            | 夢想是不會終結的！                     | 11.9%  |
| 平均收視率 | 平均收視率 | 平均收視率 | 平均收視率                             | 10.25% |

## 主題曲、插曲
- 主題曲：可苦可樂《湛藍而溫柔》（Warner Music Japan）

## 外部連結
- 日本電視台電視劇官方網站 （页面存档备份，存于）（日語）
- 外景拍攝場地一覽表 （页面存档备份，存于） 衛星圖（日語）
- 台灣JET TV電視劇官方網站 （页面存档备份，存于）（繁體中文）

## 作品的變遷
| 日本電視台 週六連續劇              | 日本電視台 週六連續劇                | 日本電視台 週六連續劇 |
| ---------------------------------- | ------------------------------------ | --------------------- |
|                                    | 揮棒人生 （2007.10.13 - 2007.12.15） |                       |
| 考試之神 （2007.7.14 - 2007.9.22） | 1磅的福音 （2008.1.12 - 2008.3.8）   |                       |